# Brehonernas lag
Brehonernas lag, Gaelic Feinechus var irländarnas gamla lag som styrde det dagliga livet ända till år 1171. Lagarna var skriven mellan 600- talet och 900 – talet och var främst för civilt bruk, de reglerade ägor, handlade om arvsrätt, skadestånd. Brehon är det forniriska ordet för domare.
Efter Brehonernas lag hade införts fick de irländska kvinnorna större frihet och oberoende. De fick rätt att skilja sig om till exempel deras make var impotent eller homosexuell. En make hade rätt att slå sin hustru för att rätta henne, men han fick inte slå henne så att det blev ett märke. Om det inträffade hade hon rätt till ett skadestånd som var lika mycket värt som hennes hemgift och om hon önskade kunde hon begära skilsmässa. De irländska kvinnorna hade det mycket bättre än andra kvinnor vid den här tiden, men de var fortfarande i viss mån underordnade sin make och sin fars viljor.
Även irländska kungar var underordnade Brehonernas lag. Kungarna valdes av sina aristokratiska undersåtar bland ett antal passande kandidater. Varje vuxen man som var släkt i direkt nedstigande led från den gamla kungen kunde bli vald. Kungarna hade mycket liten makt att stifta nya lagar och förordningar.